# Americanos brancos
Americanos brancos, Norte-americanos brancos ou Estadunidenses brancos são pessoas dos Estados Unidos que são consideradas, ou se consideram, brancas. O United States Census Bureau define pessoas brancas como aquelas que "têm origem em qualquer um dos povos originários da Europa, do Oriente Médio e do Norte da África. Isso inclui as pessoas que indicaram sua raça(s) como 'branca' ou relataram suas ascendências como de irlandeses, alemães, italianos, libaneses, árabes, marroquinos ou caucasianos" e, por isso, é um grupo mais amplo do que o dos estadunidenses europeus. Como todas as categorias raciais oficiais dos Estados Unidos, "White" tem um componente de "hispânicos ou latinos brancos", que consiste principalmente de mexicano-estadunidenses brancos e de cubano-estadunidenses brancos. O termo "caucasiano" é muitas vezes usado como sinônimo de "branco", embora os termos não sejam sinônimos.
Segundo o censo de 2020, baseado na autodeclaração, as cinco maiores ancestralidades de estadunidenses brancos são: ingleses (46.550.968 pessoas), alemães (44.978.546), irlandeses (38.597.428), italianos (16.813.235) e poloneses (8.599.601).
Os brancos (incluindo os hispânicos que se identificaram como brancos) constituem a maioria da população do país, com um total de 246,2 milhões de pessoas, ou 72,4% da população de acordo com o Censo dos Estados Unidos de 2020. Os brancos não hispânicos totalizaram 191 697 647 pessoas, ou 57,8% da população estadunidense.

## História

### Período Colonial
No século XVII, aproximadamente 175.000 ingleses imigraram para os Estados Unidos colonial. Mais da metade de todos os colonos europeus na América colonial dos séculos XVII e XVIII chegaram para trabalhar sob o sistema de servidão, ou seja, trabalhavam de graça, sem receber salários até que quitassem sua dívida com o dono da terra pelo valor da passagem de navio paga por ele. Historiadores estimam que menos de um milhão de imigrantes europeus —talvez menos de 400.000—foram para os Estados Unidos nos século XVII e XVIII.
Embora no século XVII a população branca das Treze Colônias fosse essencialmente inglesa, no século XVIII a imigração de outros povos europeus tornou a sociedade colonial heterogênea. Por volta de 1775, descendentes de ingleses perfaziam cerca de 65% da população branca e pouco mais da metade da população total. Os outros grupos europeus vinham principalmente de outras regiões das Ilhas Britânicas, especialmente da região do Ulster no norte da Irlanda, mas também das planícies da Escócia e do sul do País de Gales. Os colonos vindos do Ulster, conhecidos como "escoceses-irlandeses", se estabeleceram densamente na Pennsylvania, no interior das colônias do sul e em New Hampshire. Provavelmente cerca de 250.000 deles chegaram à colônia. Os galeses se fizeram mais notáveis no leste da Pennsylvania e os escoceses nas Carolinas e no leste de Jersey. Na década de 1680 começaram a chegar colonos de língua alemã oriundos da região do Vale do Reno e da Suíça, imigração esta que durou até cerca de 1755. Por volta de 1775, aproximadamente 250.000 pessoas nos Estados Unidos eram de origem alemã, a maioria deles na Pennsylvania. Os holandeses chegaram na década de 1620, mas nunca ultrapassaram os 5% da população, se concentrando em Nova Iorque e em Nova Jérsei.

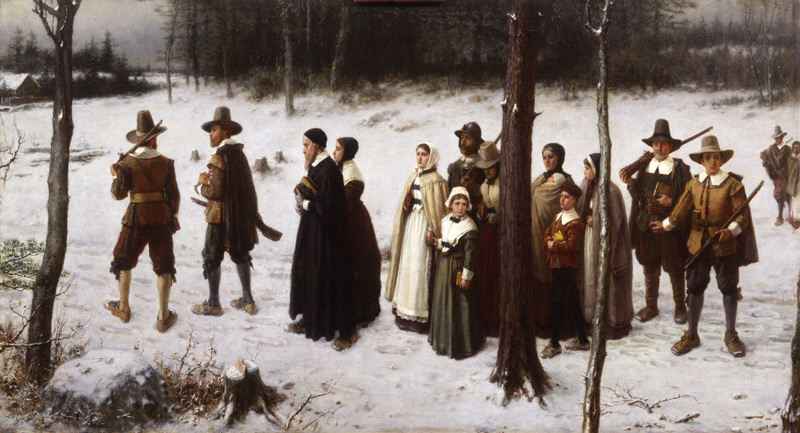
Peregrinos deslocam-se para serviço religioso.

Embora viessem de diferentes pontos da Europa, a maioria dos colonos e, sobretudo, seus descendentes, adotaram a língua inglesa, com a exceção de alguns poucos que retiveram o alemão como língua. Como a maioria da população ainda era de origem inglesa, a lei, os costumes e as instituições inglesas predominaram e definiam as regras básicas e os limites às ambições dos colonos. Para a maioria dos não britânicos, a religião era mais forte do que a origem nacional. Nos Estados Unidos colonial, diferentes religiões tiveram que aprender a conviver entre si como denominações mais ou menos em pé de igualdade. Isso não quer dizer que algumas denominações não tivessem mais status que outras. Pessoas da alta sociedade dos centros urbanos eram normalmente anglicanas. No sul rural a maioria da aristocracia era anglicana, enquanto os brancos pobres eram batistas ou metodistas.
Embora historiadores tenham tentado mostrar distinções nítidas de atitudes e práticas dos colonos brancos de origens nacionais diversas, estas eram mínimas quando comparadas ao enorme abismo que separava brancos de um lado e negros do outro.
Os dados mostram que, durante o período colonial, imigraram para os Estados Unidos cerca de 950.000 pessoas. Destas, o maior grupo, 40%, era proveniente da África, resultado do tráfico de escravos; 26% da Inglaterra, 15% do Ulster (norte da Irlanda), 11% da Alemanha/Suíça, 5% da Escócia e 3% de outras regiões. Porém, em número de descendentes, em 1790, 47,5% da população descendia de ingleses, 19% de africanos, 8% de "escoceses-irlandeses" do Ulster, 7% de Alemães, 5% de irlandeses, 4% de escoceses e o resto de outras partes.

### Séculos XIX e XX

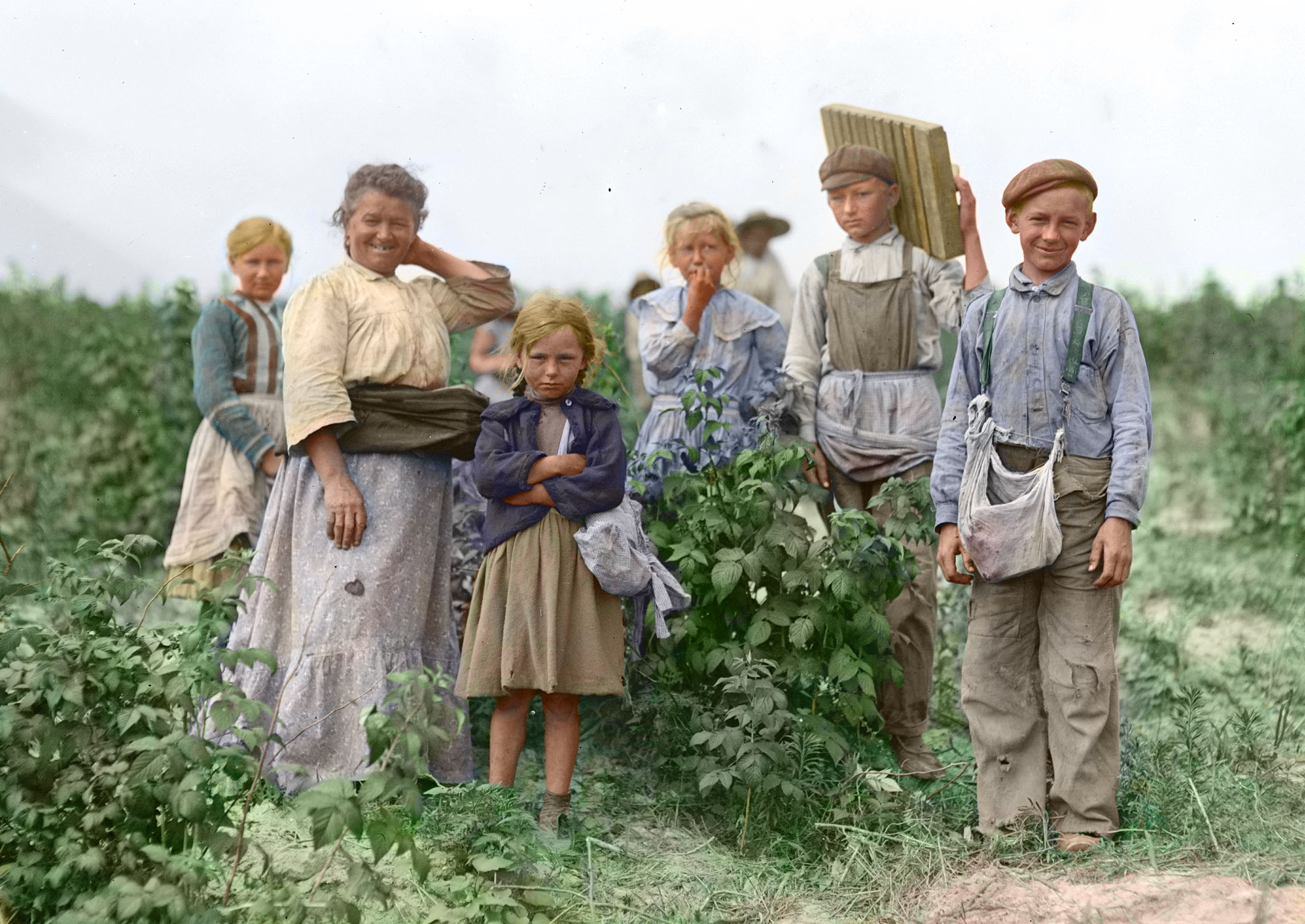
Imigrantes da Polônia trabalhando numa fazenda americana, 1909.

A imigração europeia nos Estados Unidos cresceu exponencialmente no século XIX. Entre 1790 e 1819 entraram nos EUA apenas 250.000 imigrantes. Por outro lado, entre 1820 e 1860, entraram 5 milhões, entre 1861 e 1880 5,1 milhões e entre 1881 e 1920, 23,4 milhões. No período 1820-1855 o maior grupo de imigrantes foi de irlandeses, seguidos por alemães, em particular da Prússia. Imigrantes das mais diversas partes da Europa (assim como do México e da China) também se fizeram presentes. Depois de 1885, a maioria dos imigrantes eram provenientes do sul da Europa e do leste europeu, principalmente italianos e judeus da Rússia. Estes últimos imigrantes se concentraram nos centros urbanos, onde havia ofertas de emprego e onde sinagogas, igrejas, bairros, e sociedades de mútuo socorro estavam estabelecidas, amenizando a experiência imigratória.
Apesar de serem de origens diversas, uma característica era compartilhada por esses imigrantes: a sua pobreza. Grande número de irlandeses desempregados ou muito pobres viviam em condições precárias em favelas e cortiços das cidades americanas. Os irlandeses eram os mais pobres de todos os grupos de imigrantes que chegaram aos Estados Unidos no século XIX. Embora os católicos irlandeses tenham começado muito baixo na escala social, por volta de 1900, eles já tinham emprego e renda igual à média americana. No entanto, havia ainda muita pobreza entre os irlandeses da classe trabalhadora em Chicago, Boston, Nova York, e em outras partes do país. Depois de 1945, os irlandeses católicos consistentemente ascenderam ao topo da hierarquia social, graças principalmente à sua elevada taxa de graduação em faculdade.
Os italianos frequentemente chegavam com nenhum conhecimento da língua inglesa e com pouca educação formal. Muitos deles eram compelidos a aceitar os trabalhos mais indesejáveis e com péssimos salários e eram frequentemente explorados por pessoas que intermediavam sua mão de obra.

#### Estatísticas
| Imigração Europeia para os EUA 1820-1978        | Imigração Europeia para os EUA 1820-1978 |
| País                                            | Total                                    |
| ----------------------------------------------- | ---------------------------------------- |
| Alemanha                                        | 6.978.000                                |
| Itália                                          | 5.294.000                                |
| Grã-Bretanha                                    | 4.898.000                                |
| Irlanda                                         | 4.723.000                                |
| Áustria-Hungria                                 | 4.315.000                                |
| Rússia                                          | 3.374.000                                |
| Suécia                                          | 1.272.000                                |
| Noruega                                         | 856.000                                  |
| França                                          | 751.000                                  |
| Grécia                                          | 655.000                                  |
| Portugal                                        | 446.000                                  |
| Dinamarca                                       | 364.000                                  |
| Países Baixos                                   | 359.000                                  |
| Finlândia                                       | 33.000                                   |
| Total                                           | 34.318.000                               |
| Nota: muitos retornaram a seus países de origem |                                          |

| Origem da população americana colonial | Origem da população americana colonial | Origem da população americana colonial |
| País ou região                         | Imigrantes Antes de 1790               | Descendentes (1790 est.)               |
| -------------------------------------- | -------------------------------------- | -------------------------------------- |
| Inglaterra                             | 230.000                                | 1.900.000                              |
| África                                 | 360.000                                | 750.00                                 |
| Ulster                                 | 135.000                                | 320.000                                |
| Alemanha                               | 103.000                                | 280.000                                |
| Escócia                                | 48.500                                 | 160.000                                |
| Irlanda                                | 8.000                                  | 200.000                                |
| Países Baixos                          | 6.000                                  | 100.000                                |
| País de Gales                          | 4.000                                  | 120.000                                |
| França                                 | 3.000                                  | 80.000                                 |
| Suécia e outros                        | 500                                    | 20.000                                 |
| Total                                  | 950.000                                | cerca de 4 milhões                     |

De maneiras geral, os americanos brancos ostentam os níveis mais baixos de pobreza nos Estados Unidos e o segundo maior nível educacional e salarial médio do país.
No censo de 2010, 223.553.265 americanos se disseram brancos, incluindo 26,7 milhões de hispânicos que escolheram essa categoria racial. Ou seja, há 196,8 milhões de brancos não hispânicos (63,7% da população total) e 26.735.713 de hispânicos brancos (8,7% da população).

##### Ancestralidade europeia
No tocante à ancestralidade, no censo de 2020, baseado na autodeclaração dos entrevistados, a origem europeia mais numerosa foi a inglesa, sendo que 46.550.968 norte-americanos disseram descender de imigrantes da Inglaterra, dos quais 25.536.410 declararam ser de ancestralidade totalmente inglesa. Em segundo lugar apareceu a ancestralidade alemã, com 44.978.546 descendentes, dos quais 15.447.670 declararam ancestralidade totalmente alemã. A terceira ancestralidade mais numerosa foi a irlandesa, com 38.597.428 descendentes, dos quais 10.909.541 declararam ancestralidade totalmente irlandesa; em quarto lugar a ancestralidade italiana, com 16.813.235 descendentes, dos quais 6.629.993 declararam ancestralidade totalmente italiana e em quinto lugar a ancestralidade polonesa, com 8.599.601 descendentes, dos quais 2.686.362 declararam ancestralidade totalmente polonesa.

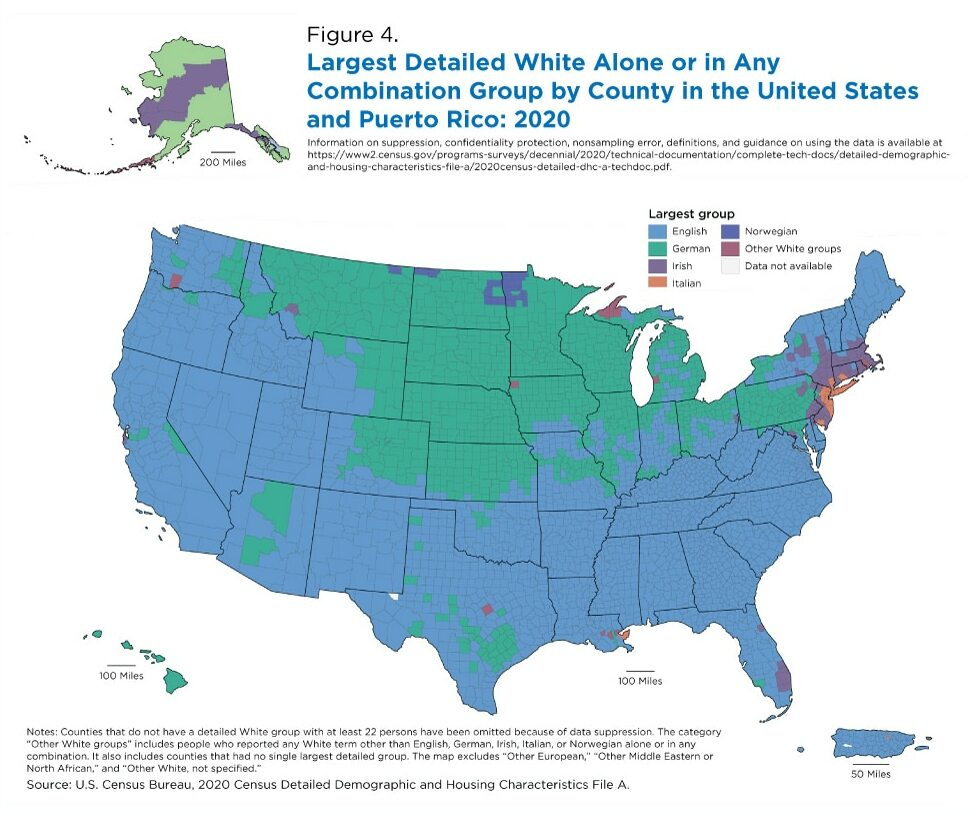
Maior ancestralidade europeia, por condado, no censo de 2020.

Porém, esses dados devem ser analisados com cautela. Em decorrência da miscigenação étnica, das numerosas gerações que separam os recenseados de seus antepassados e da insignificância da ancestralidade para muitos brancos de origem europeia, as respostas parecem ser bastante inconsistentes. Por exemplo, no censo de 1980, quando se aceitavam múltiplas ancestralidades, quase 50 milhões de americanos disseram ter ascendência inglesa. Porém, em 2000, quando foi recomendado indicar apenas as "principais", somente 24,5 milhões escreveram inglesa.
Muitos americanos têm ancestralidade em diversos países e a indicação de uma única origem no censo fornece pouca informação sobre as raízes dos americanos de hoje. Quando solicitado a indicar apenas uma única ancestralidade, o recenseado pode tender a listar apenas aquela ancestralidade com a qual se identifica mais ou que acha mais diferenciada. Já outros vão indicar uma etnia simbólica ou mesmo imaginada. Até a ordem das respostas no formulário tem influência: no censo de 1980, a opção de origem inglesa estava no topo do formulário e 49,6 milhões de pessoas a marcaram. No censo de 1990, a opção de origem inglesa estava menos evidente e somente 32,7 milhões a marcaram. Por outro lado, as opções "alemão" e "italiano" apareceram mais no topo do formulário de 1990 do que de 1980 e ambas tiveram um incremento de 20%. Acrescenta-se a isso que muitas pessoas optam por não responder a pergunta sobre ancestralidade.
De qualquer maneira, uma análise das informações do censo e dos registros de imigração sugerem que 62% dos americanos brancos de hoje têm origens nas Ilhas Britânicas (Inglaterra, Escócia, Irlanda e País de Gales) e 86% têm origens no noroeste da Europa. Cerca de 14% descendem de imigrantes do sul ou do leste da Europa.

#### Ancestralidade não europeia
Embora muitos americanos brancos sustentem que tenham alguma ascendência indígena, sobretudo cherokee, na maioria dos casos isso não passa de um mito familiar. Nos Estados Unidos houve miscigenação entre índios e brancos e entre negros e brancos. Porém, a maioria da população resultado dessa miscigenação era excluída da comunidade branca e forçada a se identificar ou como índio ou como negro. Alguns poucos mestiços de pele mais clara conseguiam esconder sua origem e se "passar" por branco (o denominado passing), mas isso era a exceção e não a regra.
A colonização inglesa diferiu da ibérica, dentre outros aspectos, pelo fato de que os colonos, na América do Norte, chegaram com suas famílias inteiras, trazendo esposas que, se não conseguiam eliminar, pelo menos limitavam o intercurso sexual entre colonos brancos e mulheres de cor. Por outro lado, os colonizadores espanhóis e portugueses da América Latina chegavam quase sempre sozinhos, sem trazer mulheres, o que os empurrou para um amplo processo de mestiçagem tanto com as índias nativas como com escravas africanas.

Nos Estados Unidos, as classificações raciais sempre foram baseadas na hipodescendência. Neste caso, o filho da união entre pessoas de cores diferentes era automaticamente identificado como pertencente ao grupo subordinado, partindo do pressuposto que a "raça" branca estava no topo. Daí a origem da "one-drop rule" (regra de uma gota) que classificava como negra qualquer pessoa com uma gota de sangue africano. Este modelo de classificação racial contrasta, por exemplo, como aquele que impera no Brasil. Neste país, a ancestralidade tem pouca relevância e as classificações raciais são mais baseadas na aparência e na cor da pele tendendo, por exemplo, a identificar o mulato claro como branco.
Mesmo alguns povos europeus não foram considerados "brancos" em algum momento da história norte-americana, dentre eles europeus do sul (espanhóis, gregos, italianos etc), irlandeses e europeus do centro e do leste como alemães, poloneses e russos.
Alguns grupos étnicos, embora sejam classificados pelo censo americano como brancos, muitos dos seus membros não são vistos e nem veem a si mesmos como tal. É o caso dos árabes, por exemplo. Algo semelhante acontece com os hispânicos, que são frequentemente vistos pela sociedade americana como um grupo racial não branco, embora possa haver hispânicos brancos.

## Formação da população branca

### A imigração europeia antiga

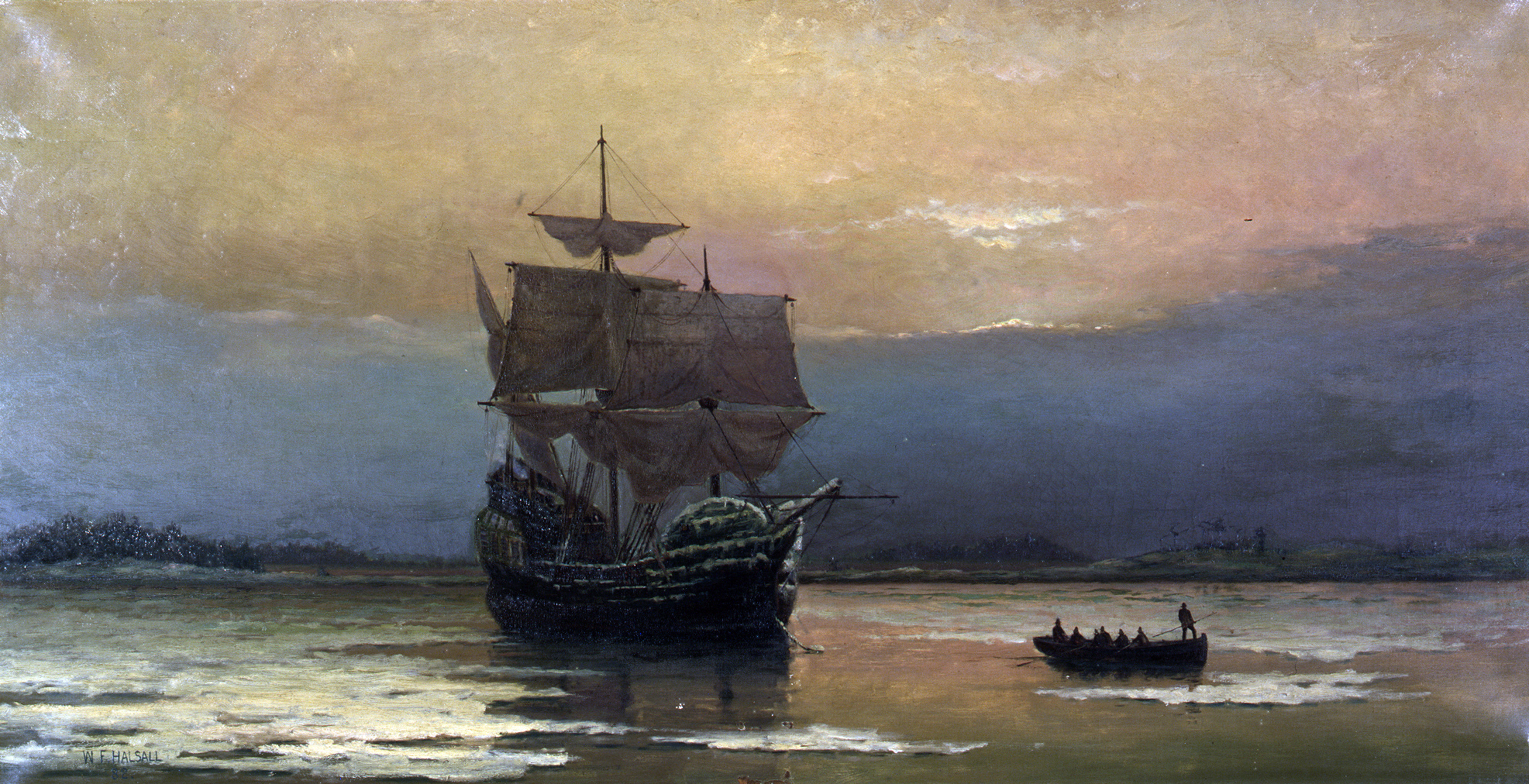
O Mayflower trazendo um dos primeiros grupos de colonos ingleses para a América do Norte.

Os primeiros europeus a imigrarem em números significativos para os Estados Unidos foram os ingleses, no século XVII. A eles, se seguiu um fluxo razoável de colonos do País de Gales, seguido por fluxos consistentes da Escócia e do norte da Irlanda. Como estes colonos britânicos e irlandeses (protestantes) chegaram antes dos outros grupos de europeus, eles contribuíram de forma desproporcional para a cultura e as instituições da nova nação. Os descendentes desses primeiros colonos se enxergavam como o grupo-racial "nativo" ou mais autêntico do país.
No início do século XIX, por outro lado, o caráter predominantemente britânico e protestante dos Estados Unidos começou a mudar. Entre 1815 e 1860, europeus do Norte (particularmente da Irlanda e da Alemanha) representaram a maioria dos 5 milhões de imigrantes que chegaram (2 milhões de irlandeses, 1,5 milhão de alemães e 750 mil ingleses, escoceses e galeses). A chegada de tantos imigrantes de fora da Grã-Bretanha, muitos deles católicos, causou incômodo em muitos norte-americanos descendentes dos primeiros colonos protestantes. Isso gerou o nascimento do sentimento "nativista", marcado pelo preconceito contra imigrantes.
Os irlandeses católicos, em particular, inicialmente tiveram que enfrentar a xenofobia dos nativistas por conta de sua religião e herança cultural. Contudo, a medida que os irlandeses foram absorvendo as normas e os costumes locais (inclusive o racismo dos brancos nativos) eles foram aceitos como "americanos brancos". Os alemães também tiveram que enfrentar barreiras, sobretudo por conta do seu catolicismo e do uso da língua alemã. O antialemanismo ainda persistiu durante a I e a II Guerras Mundiais, o que contribuiu para praticamente aniquilar a visibilidade das manifestações culturais alemãs nos Estados Unidos.
Contudo, embora tenham sido estigmatizados pelos nativistas, irlandeses e alemães eram fisicamente parecidos com os americanos descendentes de britânicos. Ademais, os sobrenomes irlandeses e alemães não se diferiam substancialmente dos sobrenomes ingleses.  Em consequência, a assimilação dos irlandeses e dos alemães na sociedade branca americana não demorou muito a acontecer. Assim, britânicos, irlandeses e alemães passaram a ser considerados membros da "velha imigração" para os Estados Unidos.

### A imigração europeia nova

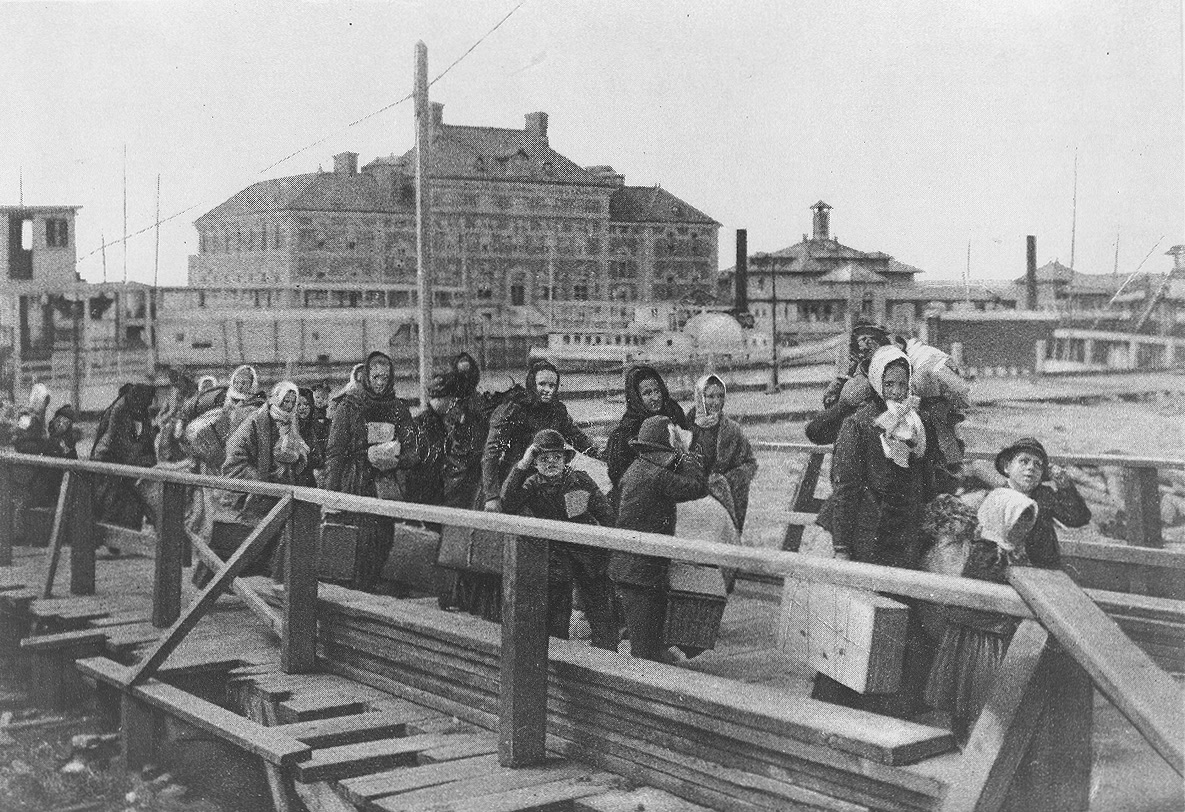
Imigrantes chegando a Ellis Island, 1902.

A partir da década de 1890, outras regiões da Europa passaram a contribuir de forma crescente com a imigração para os Estados Unidos. No ano de 1896, os imigrantes do Norte da Europa foram superados em quantidade por imigrantes do Sul e do Leste Europeu (sobretudo Itália, Áustria-Hungria e Império Russo). Os participantes dessa "nova imigração", apesar de causarem estranheza por sua pele às vezes mais escura e a fisionomia diferente da maioria dos norte-americanos, eram vistos como "brancos" pela sociedade americana. Porém, muitos nativos frequentemente viam esses novos imigrantes como diferentes dos brancos da "velha imigração", principalmente pelas diferenças de cultura, religião e língua. A chegada desses imigrantes do Sul e do Leste Europeu preocupou os membros da etnia majoritária, que tinha receio que a civilização norte-europeia que havia moldado até então os Estados Unidos fosse ameaçada. O medo foi tão grande que, em 1924, o Congresso americano estabeleceu quotas de imigração, o que afetou diretamente a entrada desses novos imigrantes.
Nas décadas de 1930, 1940, 1950 e 1960, os Estados Unidos continuaram a ser uma nação dominada por homens cristãos, sobretudo protestantes, de ascendência norte-europeia. Os componentes da "nova imigração" - judeus, eslavos, gregos, italianos, franceses e outros brancos minoritários - não foram facilmente aceitos no grupo privilegiado. Os protestantes de origem norte-europeia tentaram ao máximo proteger sua integridade étnica e religiosa. Inicialmente, muitos descendentes de imigrantes do Sul e do Leste Europeu não possuíam uma base econômica e educacional para alcançar a ascensão social.
Contudo, em poucas gerações, muitos desses indivíduos começaram a buscar na educação uma maneira de sair da pobreza ou da classe trabalhadora. Ao mesmo tempo, as diferenças étnicas, culturais, linguísticas e religiosas que os separavam dos brancos nativos começaram a desaparecer a medida que eles se assimilavam dentro da sociedade majoritária.

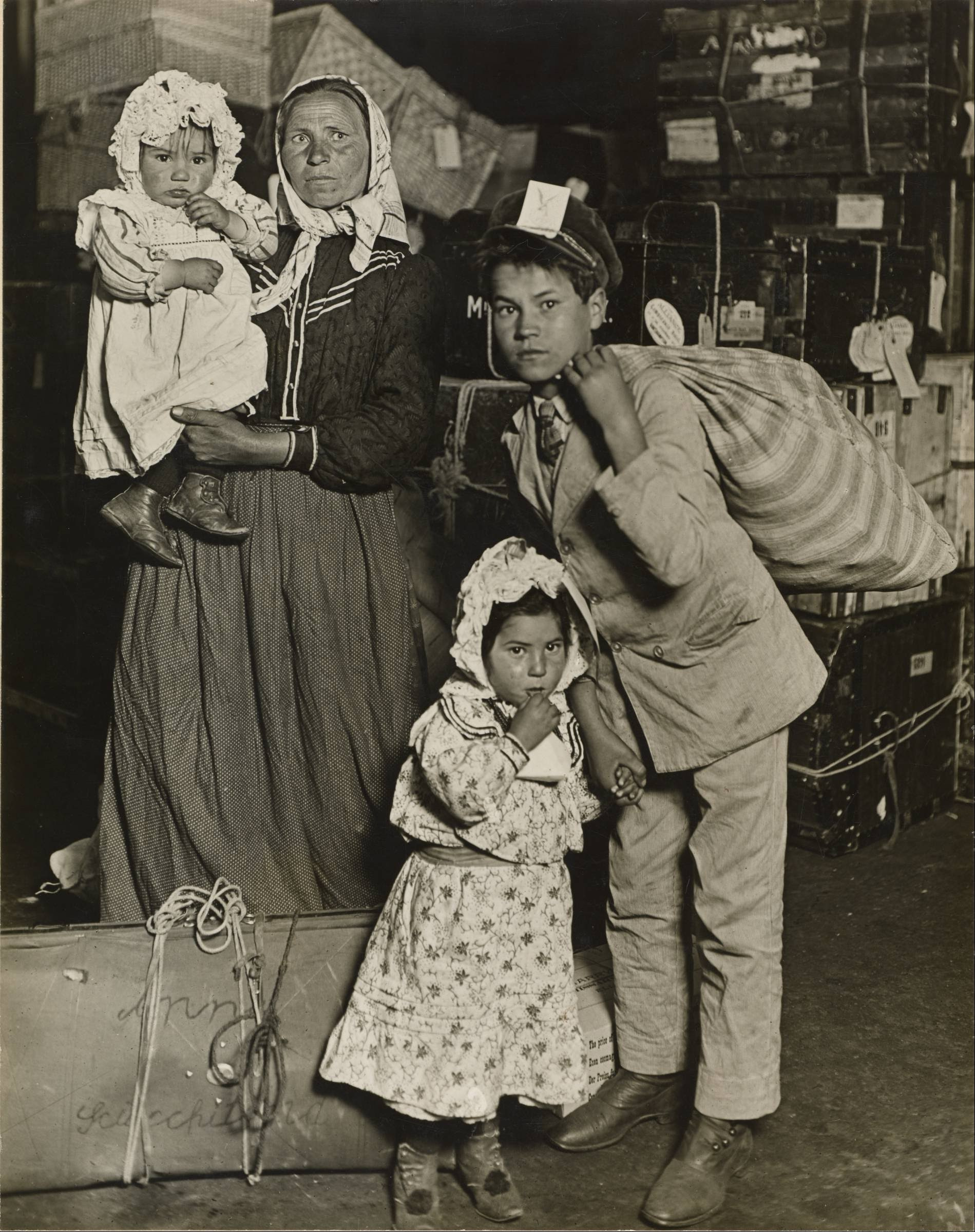
Família de imigrantes italianos, entrando nos Estados Unidos por Ellis Island, em 1905.

Os judeus, dentre os "novos" imigrantes, foram aqueles que mais rapidamente perceberam que a educação era a chave para alcançar a ascensão social. Na primeira década do século XX, as instituições de ensino norte-americanas já estavam lotadas de estudantes judeus e até quotas que limitavam matrículas de estudantes dessa etnia foram estabelecidas entre 1918 e 1947, sobretudo na costa leste. Com o passar do tempo, o anti-semitismo na sociedade americana declinou ao ponto de não ser mais um empecilho para o progresso dos judeus e eles se integraram e contribuíram na formação da sociedade americana.
Com o passar do tempo, muitos dos "brancos étnicos", como descendentes de poloneses, judeus e italianos, alcançaram a ascensão social e se igualaram economicamente aos brancos de origem britânica. Isso aconteceu sobretudo após a II Guerra Mundial, na geração baby boom (1946–1964). Muitos descendentes dos "novos" imigrantes foram para a faculdade e frequentemente fizeram pós-graduação. A língua materna (frequentemente a única) da maioria deles já era o inglês. Enfim, essa geração se assimilou quase que completamente nos Estados Unidos.O censo americano de 1990 mostrou que americanos descendentes de britânicos tinham basicamente o mesmo nível de escolaridade que descendentes de imigrantes do Sul e do Leste Europeu. Em consequência, as barreiras sócio-econômicas e étnico-culturais que separavam os diferentes grupos "brancos" dos Estados Unidos deixaram de existir.

### A imigração latino-americana
Os latino-americanos nos Estados Unidos formam um grupo bastante diversificado do ponto de vista racial. Porém, com a exceção dos imigrantes de Cuba e, em menor medida, da Colômbia, a maioria dos quais são brancos, o fluxo migratório latino-americano para os Estados Unidos é composto por mulatos e mestiços. Os latinos nos EUA provêm sobretudo do México, do norte da América Central, do norte da América do Sul e do Caribe. Visando evitar desagradáveis distinções internas entre latinos, os Estados Unidos classificam todos os falantes de língua espanhola como latinos ou hispânicos, sem levar em consideração aspectos raciais.
Os hispânicos brancos que falam inglês sem sotaque são considerados brancos pela sociedade americana. Todavia, eles continuam com a prerrogativa de reivindicar os benefícios dos programas de ações afirmativas  e outras proteções dadas pelo governo americano às minorias. Ou seja, latino-americanos brancos nos Estados Unidos (inclusive os brasileiros) ainda são tecnicamente qualificados como "minoria" racial em certas circunstâncias, assim como são os latinos de origem negra ou indígena. O mesmo acontece com os portugueses e espanhóis que, em certas circunstâncias, também são considerados minorias étnicas e podem ser beneficiados por programas de ações afirmativas.
Não existe evidência, nos Estados Unidos, que um latino-americano branco sofra mais discriminação que um branco de origem mediterrânea, como portugueses, franceses, italianos etc. Porém, deve ser levado em consideração que o preconceito racial que atinge os latinos mestiços também pode atingir os brancos com sobrenome espanhol.

### A imigração árabe
Cerca de 2% da população branca norte-americana tem origens no Oriente Médio. Embora contados como brancos no censo norte-americano, muitos americanos não consideram os árabes ou pessoas do norte da África como tal, até porque muitos deles, no olhar americano, parecem ser afro-americanos de pele mais clara ou pessoas do sul da Ásia. Segundo o censo de 2000, 1.248.551 pessoas tinham origem árabe nos Estados Unidos, a maioria de origem libanesa, síria ou egípcia. Os árabes são frequentemente alvo de preconceito, sobretudo em razão da religião muçulmana. Por outro lado, os não árabes vindos do Oriente Médio são comumente vistos como brancos e nesse grupo estão os armênios, iranianos, turcos e israelitas.

### Endogamia e miscigenação

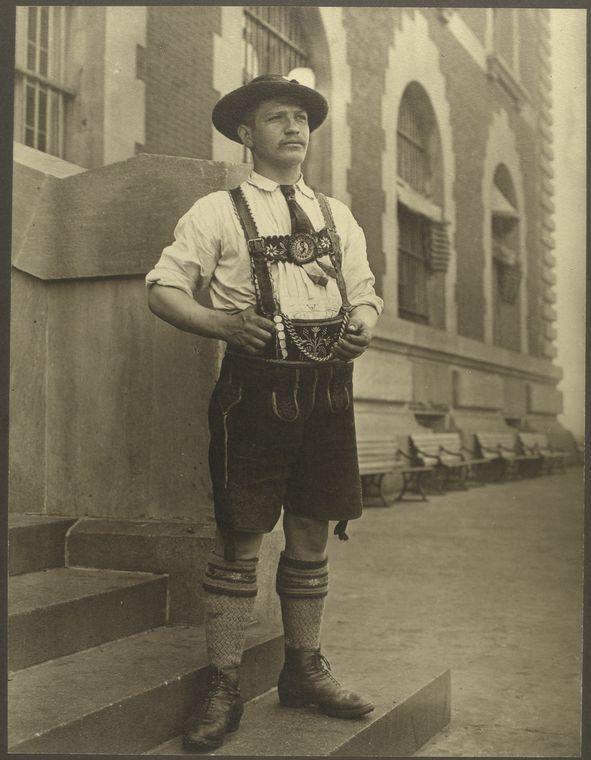
Imigrante alemão da Baviera, fotografado nos Estados Unidos (cerca de 1905)

A maioria dos americanos brancos são endogâmicos, ou seja, casam entre si. 97% dos brancos casam com brancos, segundo o censo. Isto porque a maioria dos brancos vivem em comunidades homogêneas, não tendo muita interação com outros grupos raciais. Assim, é pequena, se é que existe alguma, a oportunidade de contrair matrimônio exogâmico. Contudo, é previsível que, nas próximas décadas, os casamentos interraciais aumentarão nos Estados Unidos.
Os casamentos entre brancos e negros são raros nos Estados Unidos, embora seja um pouco mais comum mulheres brancas casarem com homens negros. Ainda existe um grande estigma associado às uniões amorosas entre brancos e negros, em parte como consequência das marcas dos anos de escravidão e segregação racial.
Por outro lado, os casamentos entre brancos e latinos ocorre com certa regularidade nos Estados Unidos. 37% dos descendentes de mexicanos menores de 40 anos e já nascidos nos Estados Unidos casam com mulheres brancas e 28% das mulheres de origem mexicana nesse grupo casam com homens brancos. Talvez isso aconteça porque a maioria dos latinos não são dramaticamente diferentes do ponto de vista físico dos brancos americanos e também não carregam as heranças da escravidão e da forte segregação racial, como os afro-americanos. Assim, os descendentes de mexicanos se aproximam mais do grupo branco do que os afro-americanos.
Casamentos entre brancos e asiáticos também acontecem com certa regularidade, sobretudo envolvendo os descendentes de asiáticos já nascidos nos Estados Unidos, por estarem mais aculturados e dando menos importância às proibições culturais de casamento interracial. Também tem influência o nível sócio-econômico existente entre brancos e asiáticos nascidos nos Estados Unidos, que é muito semelhante.
A identificação racial dos filhos frutos desses relacionamentos interraciais vai variar de grupo para grupo e de pessoa para pessoa. Segundo o censo americano de 2000, 11% dos filhos de branco com negro são classificados pelos seus pais como brancos e 25% como negros (53,1% como mestiços); dos filhos de branco com asiático, 24,2% são classificados como brancos e 15,1% como asiáticos (54,7% como mestiços) e, entre os filhos de branco com índio, 33,7% são classificados como brancos e 48,6% como índios (17% como mestiços).

### Aspectos étnicos e sociais

#### As identidades de grupo

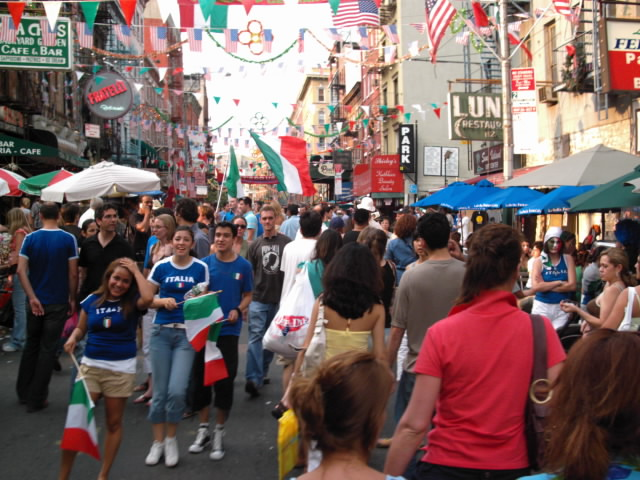
Festa no bairro italiano de Nova Iorque após a vitória da seleção da Itália na Copa do Mundo FIFA de 2006.

Com o passar das gerações, os grupos étnicos europeus nos Estados Unidos foram perdendo suas características étnico-culturais e se assimilando no país. Hoje, a maioria deles só sabe falar inglês e está aculturada na sociedade majoritária. Alguns grupos perderam totalmente a sua identidade étnica, particularmente os ingleses e os alemães. Os ingleses porque foram os primeiros europeus a chegar lá e construíram as bases culturais dos Estados Unidos, não havendo como cultivar uma identidade separada. Os alemães, por outro lado, foram estigmatizados durante a I e a II Guerras Mundiais, o que contribuiu para que seus descendentes deixassem de cultivar elementos que denotassem a sua origem. Existem festivais étnicos alemães e celebrações de oktoberfest nos Estados Unidos, mas existe pouco senso de pertencimento étnico entre os descendentes de alemães.
Por outro lado, alguns grupos étnicos, como os descendentes de irlandeses, italianos e poloneses, têm identidades étnicas bem definidas. Apesar de todos já estarem bastante assimilados na sociedade americana, esses grupos ainda mantêm suas próprias associações, grupos culturais e festas étnicas que remarcam a sua ancestralidade. Já outros grupos, como os portugueses e noruegueses, têm pouca visibilidade na sociedade americana pelo seu número pequeno e concentração geográfica.
Um grande e crescente número de brancos se identificam apenas como "americanos", sem fazer menção à sua origem ancestral. Isto acontece por diferentes motivos. Alguns por razões políticas, para enfatizarem seu patriotismo, outros porque a sua ascendência é composta por uma mistura de etnias europeias, não fazendo mais sentido se sentir conectado a nenhuma delas. Outros porque a família está nos Estados Unidos há várias gerações e já nem sabem de onde vieram seus antepassados.

#### A elite branca protestante
Além das divisões étnicas, também há divisões sociais dentro do grupo branco. A antiga elite americana, que controlou o país política e economicamente por séculos, saiu da primeira migração de colonos britânicos. Os denominados WASP - White Anglo-Saxon Protestant (branco, anglo-saxão protestante em português) não eram todos os descendentes de ingleses, mas apenas um pequeno e restrito grupo cujas riquezas e conexões familiares permitiram reter certos privilégios conquistados por poucas pessoas. Esse grupo se manteve no poder até o fim da II Guerra Mundial, quando judeus, católicos, afro-americanos e outros grupos antes excluídos passaram a ganhar força dentro dos Estados Unidos. Atualmente, apesar de ainda terem influência nos Estados Unidos, os protestantes brancos cada vez têm menos poder. Por exemplo, atualmente na Suprema Corte dos Estados Unidos não existe nenhum branco protestante. Em 1961, os evangélicos brancos compunham 74% do Congresso americano, hoje são apenas 55%. A Universidade da Califórnia em Berkeley, antes reduto dos filhos da elite branca evangélica, atualmente está dominada por estudantes de origem imigrante, sobretudo asiática.

#### Os brancos pobres

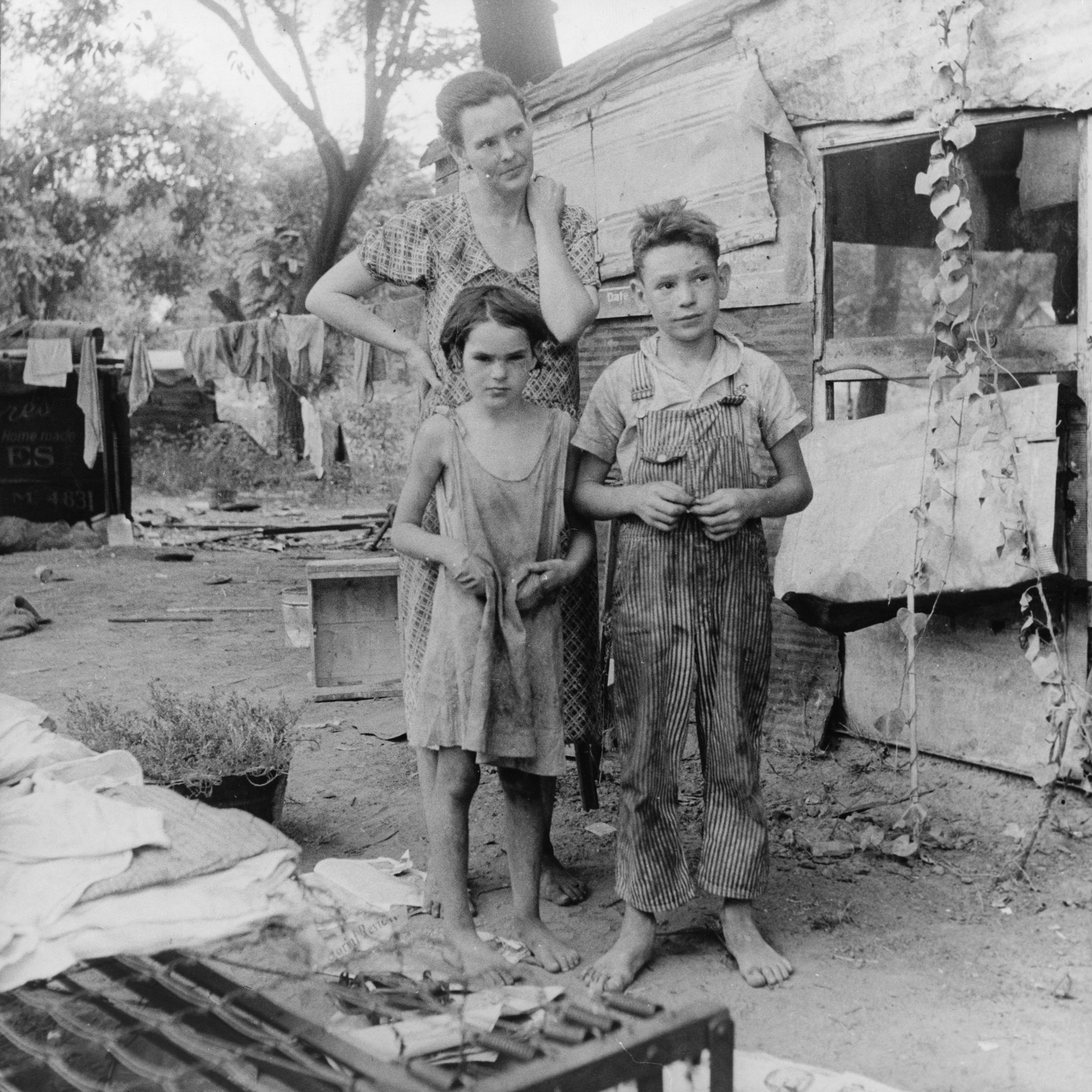
Família pobre em Oklahoma, 1936.

Um outro grupo social é dos poor whites (brancos pobres). Estes são descendentes de agricultores brancos que não conseguiram progredir economicamente, sendo que a sua origem remonta ao período escravocrata. A escravidão não beneficiou todos os brancos, muito pelo contrário, a utilização da mão de obra escrava no Sul dos Estados Unidos marginalizou os trabalhadores brancos livres que não tinham escravos e que não conseguiam se inserir no mercado de trabalho. Apenas a elite escravocrata colhia os frutos do sistema. Isso, associado a uma falta de investimento público em educação, gerou uma população branca, pobre e sem acesso aos estudos nos estados sulinos. Apesar de terem basicamente a mesma origem ancestral, sendo descendentes de protestantes britânicos e irlandeses, os brancos ricos tratavam os brancos pobres com desprezo e com eles não se misturavam. A falta de estudos e a endogamia entre os brancos pobres impediam que eles conquistassem a ascensão social.
Os brancos pobres do Sul foram os americanos que mais incorporaram as ideias de supremacia branca. O ódio racial nos Estados Unidos, que imperou no Sul entre o final do século XIX e meados do século XX, envolvia principalmente os brancos sulistas. A elite branca bem educada era a que menos preconceito tinha contra o negro. Porém, para desviar o foco da pobreza e da falta de serviços públicos, a elite política fomentou o racismo dos brancos pobres contra os afro-americanos, na forma de oportunismo político. Assim, esse ódio incentivado nada mais era que uma estratégia da elite para que brancos pobres e negros controlassem um ao outro, evitando que ambos os grupos se unissem para resistir à opressão da classe dominadora. No fim, a única classe que se beneficiou do ódio racial foi a pequena elite branca, pois tanto negros como brancos pobres continuaram a ser dominados por ela.
Ainda hoje, os brancos pobres do Sul são estigmatizados na sociedade americana. Eles são chamados pejorativamente de rednecks, hillbillies, crackers e poor white trash (lixo branco pobre). Eles são estereotipados como ignorantes, imorais, de costumes bizarros ou como cristãos fanáticos. Muitos livros e filmes retratam essa realidade, às vezes de forma cômica.
Segundo o censo americano, a pobreza atinge 13% da população branca norte-americana, porcentagem bem abaixo dos 35% dos negros e 33% dos hispânicos. Porém, nos estados do Sul, a porcentagem de brancos pobres é maior do que no resto do país.

### Composição genética
Por volta de 1/3 dos estadunidenses brancos possuiriam ancestralidade africana, de acordo com um estudo autossômico de 2003. A média de contribuição africana para esse 1/3 da população branca americana ficou em 2,3%, mas havendo variações individuais em que a contribuição africana chega a até mais de 20%. Levando-se em conta toda a população branca americana, a média de contribuição africana cai para o percentual de 0,7%.
Já em um estudo de 2010, 52% dos americanos brancos (a maioria, portanto) teriam ancestralidade europeia inferior a 95%.
De acordo com outro estudo, americanos que se autodeclararam como de ascendência europeia revelam ancestralidade europeia, em média, de 93,20%.
Estudos sociológicos feitos anteriormente já demonstravam uma possível existência de miscigenação na população 'branca' americana. 
Um estudo genético de 2015, conduzido pela empresa genômica 23andMe com 160 mil norte-americanos, mostrou que a miscigenação na população branca dos Estados Unidos é bastante residual. O americano branco médio tem 98,6% de ancestralidade europeia, 0,19% africana e 0,18% ameríndia. Para o pesquisador Razib Khan, é "chocante" o altíssimo grau de ancestralidade europeia dos americanos brancos para uma população com mais de 400 anos de raízes nas Américas. Apenas 5% dos americanos brancos possuem alguma ancestralidade africana e/ou indígena e, mesmo dentro desse grupo, a maioria tem uma mistura bastante pequena. Isso mostra que a população indígena teve um pequeno impacto demográfico, enquanto a grande população negra não penetrou a população branca, que manteve-se essencialmente europeia na sua origem. Por outro lado, o americano negro médio possui 73,2% de ancestralidade africana, 24% europeia e 0,8% ameríndia.
O estudo genético também analisou o quanto que cada grupo contribuiu para a ancestralidade dos atuais americanos brancos:
- Britânicos e irlandeses: é a origem mais comum nos americanos brancos. A ancestralidade britânica/irlandesa está presente em todos os estados em proporção maior que 20%, superando os 50% em estados do sul, como Mississippi, Arkansas e Tennessee. Isso reflete que essas regiões receberam um menor número de imigrantes europeus em tempos mais recentes, mantendo uma predominância britânica na ancestralidade da população branca local.
- Alemães: ancestralidade particularmente forte nos estados do Meio-Oeste, principalmente em Michigan, Dakota do Sul e Kansas, onde fica acima dos 16%.
- Leste-europeus: ancestralidade concentrada nos estados de Illinois, Michigan e Pennsylvania, onde fica acima dos 7,5%. É resultado da imigração de europeus do leste no final do século XIX e início do século XX para os centros urbanos do Meio-Oeste e Nordeste.
- Italiana: ancestralidade bastante concentrada no Nordeste, sobretudo em Nova Iorque e Rhode Island, onde supera os 8%.
- Escandinava: fortemente concentrada em Minnesota e nas Dakotas, superando ali os 10%.
- Judeus asquenazes: origem intensamente concentrada em Nova Iorque, onde supera os 20%.
- Africanos: 3,5% dos americanos brancos têm 1% ou mais de ancestralidade africana. Nos estados da Luisiana e da Carolina do Sul, eles são 12%.
- Indígenas: menos de 3% dos americanos brancos têm ancestralidade indígena. Brancos com algum antepassado nativo são mais frequentes em Luisiana, Dakota do Norte e em outros estados do Oeste.